# Cepaea
Cepaea is een geslacht van middelgrote landslakken uit de familie Helicidae. 

## Kenmerken
De schelpen van de soorten uit dit geslacht zijn vaak felgekleurd en hebben een streepjespatroon.

## Soorten
Tot het geslacht Cepaea behoren de volgende soorten:
- Cepaea hortensis (Witgerande tuinslak) (O. F. Müller, 1774)
- Cepaea nemoralis (Gewone tuinslak) (Linnaeus, 1758) - typesoort
- Cepaea sylvatica (Drapanaud, 1801)
- Cepaea vindobonensis (Férussac, 1821)